# Фактура (музыка)
Факту́ра (лат. factura — устройство, строение) — типизированный способ оформления многоголосной музыкальной композиции в одном из (многоголосных) музыкальных складов. 

## Краткая характеристика
В русском музыкознании в качестве синонима фактуры нередко используется (метафорический) термин «музыкальная ткань». Например, словосочетание «хоральная фактура» описывает типичное сложение музыкальной ткани в моноритмических обработках церковных песен («хоралах») И. С. Баха и других барочных композиторов, «арпеджированная фактура» — в клавирных сонатах Д. Скарлатти, Альбертиевы басы и мурки — стереотипные фактурные приёмы в клавирной музыке XVIII века (после Скарлатти), пуантилизм — фактура, складывающаяся из «изолированных» тонов, распределённых между отдельными голосами или инструментами в музыке А. Веберна.
Понятие фактуры тесно связано с понятием музыкального склада, что находит своё выражение в типичных словосочетаниях, например, «старогомофонная фактура» (то же, что моноритмическая фактура), «полифоническая фактура», «гетерофонная фактура», «гомофонная фактура», «гомофонно-гармоническая фактура».
Многие музыковеды для описания стилевой характерности фактуры в творчестве того или иного композитора используют метафорические описания, например, говорят о «прозрачной фактуре» Шопена, о «вязкой фактуре» Регера и т. п.
Западные музыковеды часто используют слово «фактура» в описаниях техники многоголосной композиции, например, они говорят о «гокетной фактуре» (англ. hocket texture), имея в виду технику гокета.
Разработка фактуры, то есть её видоизменение/варьирование с использованием типизированных приёмов техники композиции (арпеджирование, мелодическая фигурация и др.) — важное средство разработки музыкального материала, как минимум, в барочной, классической и романтической музыке.

## Понятие фактуры в западной науке
В англоязычном понятии англ. texture склад и фактура не отличаются друг от друга. В немецкой музыкальной теории (как и в русской) понятие склада (нем. Tonsatz) и понятие фактуры (нем. Textur) чётко различаются.